# Церковь Варлаама Керетского
Церковь Варлаама Керетского — каменный православный храм на улице Поморской в Коле, освященный в честь преподобного Варлаама Керетского. Рядом с церковью сохранилось старинное городское кладбище.

## История
Церковь была построена в 2001 году при участии архиепископа Мурманского и Мончегорского Симона и главы администрации г. Колы А. К. Осипова поблизости с тем местом, где до начала 1930-х годов стояла кладбищенская Троицкая церковь, а в 1606—1764 годах находился Кольско-Печенгский монастырь. Храм Варлаама Керетского расположен на насыпи, соединившей город с бывшим Монастырским (Кладбищенским) островом в начале 1990-х годов.
В 2011 году, когда новой церкви исполнилось 10 лет, был проведён капитальный ремонт храма.